# Сељане
Сељане је насеље у Србији у општини Пријепоље у Златиборском округу. Према попису из 2022. било је 113 становника.
Овде се налази Манастир Сељани.

## Демографија
У насељу Сељане живи 142 пунолетна становника, а просечна старост становништва износи 42,1 година (41,5 код мушкараца и 42,8 код жена). У насељу има 54 домаћинства, а просечан број чланова по домаћинству је 3,11.
Становништво у овом насељу веома је нехомогено, а у последња три пописа, примећен је пад у броју становника.
|  |

| Демографија | Демографија | Демографија |
| Година      | Становника  | Становника  |
| ----------- | ----------- | ----------- |
| 1948.       | 345         |             |
| 1953.       | 368         |             |
| 1961.       | 325         |             |
| 1971.       | 358         |             |
| 1981.       | 292         |             |
| 1991.       | 242         | 238         |
| 2002.       | 168         | 185         |

| Етнички састав према попису из 2002.‍ | Етнички састав према попису из 2002.‍ | Етнички састав према попису из 2002.‍ | Етнички састав према попису из 2002.‍ | Етнички састав према попису из 2002.‍ |
| ------------------------------------ | ------------------------------------ | ------------------------------------ | ------------------------------------ | ------------------------------------ |
|                                      |                                      |                                      |                                      |                                      |
| Срби                                 | Срби                                 |                                      | 102                                  | 60,71%                               |
| Муслимани                            | Муслимани                            |                                      | 39                                   | 23,21%                               |
| Бошњаци                              | Бошњаци                              |                                      | 24                                   | 14,28%                               |
| непознато                            | непознато                            |                                      | 3                                    | 1,78%                                |

| Година пописа     | 1948. | 1953. | 1961. | 1971. | 1981. | 1991. | 2002. |
| ----------------- | ----- | ----- | ----- | ----- | ----- | ----- | ----- |
| Број домаћинстава | 64    | 63    | 61    | 71    | 66    | 61    | 54    |

| Број чланова      | 1 | 2  | 3 | 4  | 5 | 6 | 7 | 8 | 9 | 10 и више | Просек |
| ----------------- | - | -- | - | -- | - | - | - | - | - | --------- | ------ |
| Број домаћинстава | 8 | 15 | 9 | 13 | 5 | 2 | 2 | 0 | 0 | 0         | 3,11   |

| Пол    | Укупно | Неожењен/Неудата | Ожењен/Удата | Удовац/Удовица | Разведен/Разведена | Непознато |
| ------ | ------ | ---------------- | ------------ | -------------- | ------------------ | --------- |
| Мушки  | 76     | 25               | 43           | 7              | 1                  | 0         |
| Женски | 71     | 18               | 43           | 10             | 0                  | 0         |
| УКУПНО | 147    | 43               | 86           | 17             | 1                  | 0         |

| Пол    | Укупно                    | Пољопривреда, лов и шумарство | Рибарство                            | Вађење руде и камена | Прерађивачка индустрија       |
| ------ | ------------------------- | ----------------------------- | ------------------------------------ | -------------------- | ----------------------------- |
| Мушки  | 30                        | 8                             | 0                                    | 0                    | 11                            |
| Женски | 20                        | 8                             | 0                                    | 0                    | 9                             |
| УКУПНО | 50                        | 16                            | 0                                    | 0                    | 20                            |
| Пол    | Производња и снабдевање   | Грађевинарство                | Трговина                             | Хотели и ресторани   | Саобраћај, складиштење и везе |
| Мушки  | 1                         | 6                             | 0                                    | 0                    | 1                             |
| Женски | 0                         | 0                             | 1                                    | 0                    | 1                             |
| УКУПНО | 1                         | 6                             | 1                                    | 0                    | 2                             |
| Пол    | Финансијско посредовање   | Некретнине                    | Државна управа и одбрана             | Образовање           | Здравствени и социјални рад   |
| Мушки  | 0                         | 0                             | 2                                    | 1                    | 0                             |
| Женски | 0                         | 0                             | 0                                    | 0                    | 1                             |
| УКУПНО | 0                         | 0                             | 2                                    | 1                    | 1                             |
| Пол    | Остале услужне активности | Приватна домаћинства          | Екстериторијалне организације и тела | Непознато            | Непознато                     |
| Мушки  | 0                         | 0                             | 0                                    | 0                    | 0                             |
| Женски | 0                         | 0                             | 0                                    | 0                    | 0                             |
| УКУПНО | 0                         | 0                             | 0                                    | 0                    | 0                             |